# 灵璧石
灵璧石，也称磬石、八音石，是一种产于中国安徽省灵璧县的奇石，中国四大名石（灵璧石、太湖石、昆石、英石）之一。灵璧石的开采使用历史悠久，中国最早的地理著作《尚书·禹贡》中就有取灵璧石制做特磬的记载。曾被清朝乾隆皇帝御封为“天下第一石”。
灵璧石为中国地理标志产品。